# كريس باريت
كريس باريت (بالإنجليزية: Chris Barrett)‏ هو منتج أفلام ومخرج أمريكي، ولد في 1984.

## وصلات خارجية
- كريس باريت على موقع IMDb (الإنجليزية)
- كريس باريت على موقع كينوبويسك (الروسية)